# Danh sách người có liên hệ với Anne Frank
Annelies Marie "Anne" Frank (12 tháng 6 năm 1929 – Tháng 2 năm 1945) là một người Đức gốc Do Thái, cùng với gia đình và bốn người khác, đã ẩn náu trong những căn phòng ở tầng 2 và tầng 3 ở phía đằng sau công ty của bố cô ở Amsterdam trong suốt thời kì Đức xâm lược Hà Lan. Nhờ sự giúp đỡ của nhiều người đáng tin cậy trong công ty, nhóm 8 người đã sống trong achterhuis (nghĩa đen là "ngôi nhà ở đằng sau", thường được dịch là  "chái nhà bí mật") hơn 2 năm trước khi họ bị phản bội. Anne đã giữ cuốn nhật kí từ ngày 12 tháng 6 năm 1942 đến ngày 1 tháng 8 năm 1944, ba ngày trước khi cô và những người còn lại bị bắt. Cả hai đều được chôn trong những ngôi mộ tập thể ở Belsen, mặc dù ngày mất chính xác thì không được xác định. Giờ du khách có thể xem mộ của hai cô gái như là vật tưởng niệm ở Belsen, mặc dù nó không phải là vị trí chính xác mà hai người được chôn.
Cha của họ, Otto Frank, sống sót và sau khi trở về được trả lại cuốn nhật ký mà Miep Gies (bên dưới) đã giữ trong suốt khoảng thời gian họ ở trại tập trung, cô đã không đọc nó vì tôn trọng quyền riêng tư của Anne Frank. Cuốn nhật kí được phát hành lần đầu năm 1947, và nhờ số lượng lớn được bán ra nên nó đã trở thành một trong những cuốn sách được đọc nhiều nhất trong lịch sử. Nó được công nhận không chỉ vì giá trị lịch sử của nó như là một tài liệu về Holocaust mà còn về chất lượng mà một tác giả trẻ có thể viết ra. Anne còn vinh dự được trở thành người phụ nữa quyền lực nhất trong năm 2010. Cô còn là một trong những nạn nhân nổi tiếng nhất trong cuộc thảm sát Holocaust. Eva Schloss cũng là nạn nhân sống sót trong thời kì đó và giờ trở thành chị kế của Anne.

## Những người sống trongAchterhuis
- Otto Frank (12 tháng 5 năm 1889 – 19 tháng 8 năm 1980;[2](cha của Anne và Margot, chồng của Edith) đã bị bệnh rất nặng vì suy dinh dưỡng, khi ông cùng với những tù nhân bị bỏ lại ở Auschwitz, khi Đức Quốc Xã bắt các tù nhân còn lại tham gia vào   'cuộc diễu hành tử thần'.[cần dẫn nguồn] Ông sống sót cho tới khi quân Nga giải phóng Auschwitz không lâu sau đó.[3] Năm 1953, ông cưới Elfride "Fritzi" Markovits-Geiringer, một nạn nhân sống sót ở Auschwitz, người mất đi chồng và con trai của mình, những người bị buộc phải tham gia vào cuộc diễu hành tử thần, con gái của bà – Eva, cũng là một nạn nhân sống sót và bạn hàng xóm của chị em nhà Frank.[4] Otto dành toàn bộ tâm huyết để chia sẻ thông điệp của con gái ông và cuốn nhất ký, cũng như phản bác lại những ai cho rằng cuốn nhật kí là giả. Ông mất ở Birsfelden, Thụy Sĩ vì ung thư phổi vào ngày 19 tháng 8 năm 1980 ở tuổi 91.[5] Góa phụ của ông, Fritzi, tiếp tục hoàn thành ước nguyện của ông cho tới khi bà qua đời vào Tháng 10 năm 1998.
- Edith Frank (16 tháng 1 năm 1900 – 6 tháng 1 năm 1945;[6] mẹ của Anne và Margot, vợ của Otto) bị bỏ lại ở Auschwitz-Birkenau khi các con gái của bà và Auguste van Pels bị chuyển tới Bergen-Belsen, khi sức khỏe của bà trở nên xấu đi. Các nhân chứng cho biết bà rất tuyệt vọng khi phải xa hai con của mình. Họ kể rằng bà vẫn tiếp tục tìm con gái của mình mặc dù chính mắt bà đã thấy họ bị đưa lên toa tàu chở ra khỏi Auschwitz. Các nhân chứng cũng kể rằng bà thường giấu đồ ăn dưới giường của mình và đưa cho Margot và Anne mỗi lần bà nhìn thấy chúng. Và vì bà cho rằng Anne và Margot cần đồ ăn hơn bà nên bà luôn từ chối ăn. Bà mất vào ngày 6 tháng 1 năm 1945 vì đói và kiệt sức, chỉ 10 ngày trước sinh nhật lần thứ 45 của bà và 21 ngày trước khi trại được giải phóng.[cần dẫn nguồn]
- Margot Frank, (16 tháng 2 năm 1926 – Tháng 2 năm 1945)[7] mất vì thương hàn ở Bergen-Belsen. Theo như các nhân chứng, Margot qua đời chỉ "một vài ngày" trước Anne, khoảng đầu hoặc giữa Tháng 2 năm 1945, và cũng như Anne, ngày mất của Margot không được xác định.
- Gia đình Van Pels bắt đầu ẩn náu cùng với gia đình Frank vào ngày 13 tháng 7 năm 1942. Anne đã nghĩ ra các biệt hiệu dành cho gia đình nhà Van Pels (cũng như với các người khác trong cuốn nhật ký của mình); cô gọi họ là "Van Daan" trong nhật ký. Mặc dù những người giúp đỡ được biết đến với tên thật của mình, nhưng những người bạn của gia đình nhà Frank sống trong achterhuis vẫn giữ biệt hiệu của mình trong các ấn bản và các bộ phim được chuyển thể từ cuốn nhật ký của Anne.[cần dẫn nguồn]

- Hermann van Pels, (31 tháng 3 năm 1898 – Tháng 10 năm 1944; Hans trong bản thảo nhật ký đầu tiên) mất tại Auschwitz. Ông là người đầu tiên trong tám người qua đời, và cũng là người duy nhất bị gây ngạt. Tuy nhiên, theo các nhân chứng, điều này không xảy ra ngay khi ông vừa đến. Sal de Liema, một bạn tù ở Auschwitz quen cả Otto Frank và Hermann van Pels cho biết Hermann "bỏ cuộc" sau khi vào trại được vài ngày, đây được coi là khởi đầu cho sự kết thúc của bất kì nạn nhân nào ở trại. Sau đó ông đã làm ngón cái bị thương trong khi đang lao động và muốn được chuyển tới khu dành cho người bệnh. Không lâu sau đó, khi quá trình chọn lọc diễn ra, ông bị đưa tới phòng hơi ngạt. Chuyện này xảy ra sau khi ông đến trại được ba tuần, lúc đó khoảng đầu Tháng 10 năm 1944, Otto Frank và Peter (con trai ông) chứng kiến chuyện này.

- Auguste van Pels (29 tháng 9 năm 1900 – Tháng 4 năm 1945; Petronella van Daan trong nhật ký của Anne), tên khai sinh là Auguste Röttgen (vợ của Hermann). Địa điểm và thời gian qua đời của bà không được xác định. Nhân chứng cho biết bà vẫn ở cùng với chị em nhà Frank tại Bergen-Belsen, nhưng lại không có mặt khi họ mất vào khoảng Tháng 2 hoặc Tháng 3. Theo hồ sơ của người Đức (thẻ đăng ký của bà), bà Van Pels bị chuyển tới trại tập trung Bergen-Belsen ở Đức cùng với một nhóm tám người phụ nữ vào ngày 26 tháng 11 năm 1944. Hannah Goslar nhớ rằng mình đã nói chuyện với bà van Pels qua hàng rào bằng dây thép gai vào "cuối Tháng 1 hoặc đầu Tháng 2". Auguste bị chuyển tới Raguhn (Buchenwald ở Đức) vào ngày 6/2/1945, rồi tới trại của Tiệp Khắc Theresienstadt ghetto vào ngày 9 tháng 4 năm 1945. Những thông tin này cho thấy bà vẫn còn sống vào ngày 9/4/1945. Vì vậy, bà chắc hẳn đã qua đời trên đường tới Theresienstadt hoặc sau khi tới đó, ngày mất của bà có thể vào đầu hoặc giữa tháng 4/1945 nhưng phải trước 8/5/1945 (ngày trại được giải phóng). Rachel van Amerongen-Frankfoorder, nhân chứng cho cái chết của bà Auguste, cho rằng bọn Đức đã giết hại bà bằng cách ném xuống đường ray xe lửa trong lần chuyển trại cuối cùng của bà tới Theresienstadt vào tháng 4/1945.

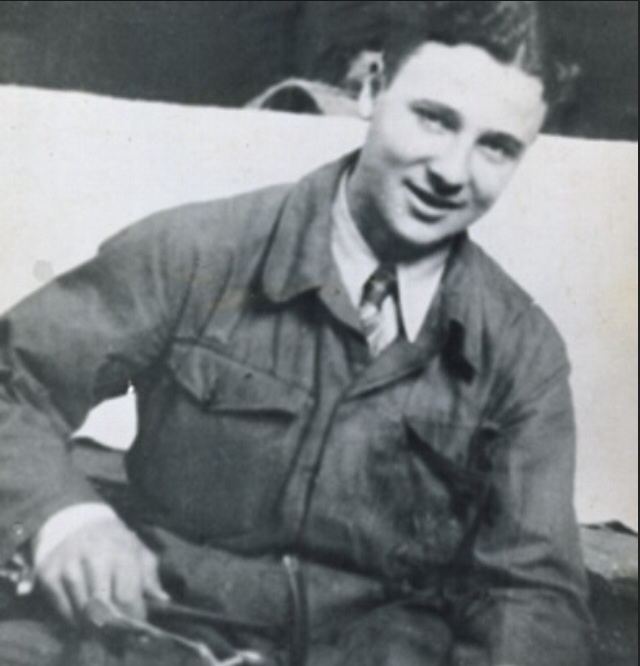
Peter van Pels đang mang một (hầu như không thấy) Ngôi sao David); chụp khoảng từ tháng 5-7/1942)

- Peter van Pels (8/11/1926 - 5/1945), (con trai của Hermann và Auguste, hoặc Peter van Daan trong nhật ký của Anne và Alfred van Daan trong bản thảo đầu tiên của cô) qua đời ở trại Mauthausen. Otto Frank đã bảo vệ cậu trong suốt khoảng thời gian hai người còn trong trại, vì họ được giao công việc trong cùng một nhóm. Ông Frank cho rằng mình đã thúc giục Peter ở lại cùng ông thay vì tham gia vào "cuộc diễu hành tử thần" ra khỏi Auschwitz, nhưng Peter tin rằng mình sẽ có cơ hội sống sót cao hơn nếu tham gia vào chuyến đi đó. Thông tin của trại tập trung Mauthausen cho thấy Peter van Pels đến vào ngày 25/1/1945. Bốn ngày sau, cậu được chỉ định làm việc ngoài trời với một nhóm người, Quarz. 11/4/1945, Peter được chuyển tới khu dành cho người bệnh. Ngày mất của cậu không rõ, nhưng Uỷ ban Chữ thập đỏ quốc tế cho rằng là ngày 5/5/1945, trùng với ngày mà Đơn vị thiết giáp 11 của Mỹ giải phóng trại Mauthausen. Lúc đó anh 18 tuổi, và là thành viên cuối cùng qua đời khi còn bị giam. 

- Fritz Pfeffer (30 tháng 4 năm 1889 – 20 tháng 12 năm 1944;[14] nha sĩ tại gia của Miep Gies và gia đình Van Pels;[15] Albert Dussel trong nhật ký của Anne) mất vào ngày 20 tháng 12 năm 1944 tại trại tập trung Neuengamme . Nguyên nhân qua đời của ông được cho là "viêm ruột", bệnh lỵ và thương hàn, cả hai bệnh này là nguyên nhân phổ biến dẫn đến cái chết của tù nhân trong trại.[cần dẫn nguồn] Trong tất cả các mối quan hệ căng thẳng do việc sống quá gần nhau trong hai năm, thì mối quan hệ giữa Anne và Fritz Pfeffer khá khó khăn cho hai người, như cuốn nhật ký của cô đã đề cập.

## Những người giúp đỡ
- Miep Gies đã cất giữ cuốn nhật ký của Anne Frank mà không hề đọc nó. Bà nói rằng nếu bà đọc nó, thì bà sẽ tiêu hủy nó vì nó chứa đựng các thông tin tiết lộ như: tên của những người giúp đỡ trong chái nhà, cũng như các cuộc liên lạc với Lực lượng kháng chiến Hà Lan. Bà cùng chồng mình, Jan, đã cho Otto Frank vào ở nhà mình từ 1945 (sau khi ông được giải phóng khỏi trại Auschwitz) đến 1952. Năm 1994, bà được trao "Huân chương Công trạng" từ Cộng hòa Liên bang Đức, và năm 1995, nhận danh hiệu cao quý nhất từ Yad Vashem, Người Dân Ngoại Công Chính. Bà được phong tước "Hiệp sĩ của Huân chương Oranje-Nassau" bởi Nữ vương Beatrix của Hà Lan. Năm 1996, Gies cùng với Jon Blair nhận Giải thưởng Viện Hàn lâm cho phim tài liệu Tưởng nhớ Anne Frank (1995), phần lớn dựa trên cuốn sách cùng tên của Gies vào 1987. Bà cũng viết lời bạt giúp Melissa Müller cho cuốn tiểu sử về Anne Frank. Gies cho biết thường dành trọn cả buổi sáng ngày 4 tháng 8 hằng năm để thương tiếc, ngày mà mọi người trong chái nhà bị bắt. Gies qua đời vào ngày 11 tháng 1 năm 2010 ở tuổi 100 vì bệnh tật.
- Jan Gies (chồng của Miep) là một nhân viên xã hội và, hầu như trong suốt cuộc chiến, là thành viên của Lực lượng kháng chiến Hà Lan; nên ông có thể cung cấp những vật dụng cho những người trong chái nhà mà việc này gần như không thể trong hoàn cảnh đó. Ông rời khỏi lực lượng vào năm 1944 vì đã có một biến cố đã de dọa đến sự an toàn của ông. Jan mất vì bệnh tiểu đường vào ngày 26 tháng 1 năm 1993 ở Amsterdam. Ông và bà Miep đã cưới nhau được 51 năm
- Johannes Kleiman sau khi bị bắt thì bị đày vào một trại lao động và ở trong đó sáu tuần trước khi được Hội Chữ thập đỏ chứng nhận bệnh tình của mình và được thả. Ông quay lại Opekta và đảm nhận công ty khi Otto Frank chuyển đến Basel vào năm 1952. Ông qua đời ở tuổi 62 vì đột quỵ trên bàn làm việc của mình vào năm 1959.[cần dẫn nguồn]
- Victor Kugler ở trong nhiều trại lao động khoảng 7 tháng và trốn vào một nông trại và Tháng 3 năm 1945, vì trong khi các tù nhân đang tham gia "cuộc diễu hành" thì bị bắn phá bởi máy bay Spitfire của Anh. Trong quá trình cố gắng trở về quê Hilversum bằng xe đạp và sức đi bộ của mình, ông ẩn náu ở trang trại đó cho tới khi được giải phóng bởi quân đội Canada vài tuần sau đó. Sau khi vợ ông qua đời, ông di cư tới Canada vào năm 1955 (nơi mà họ hàng ông đang sống) và định cư ở Toronto. Vào ngày 16 tháng 9 năm 1958, ông xuất hiện trên chương trình "Nói sự thật", với tư cách là "người che giấu" Otto và Anne Frank. Ông nhận "Huy chương Công Chính" từ Yad Vashem, với một cái cây được trồng trên Đại lộ của Người Dân Ngoại Công Chính vào năm 1973. Ông qua đời vào ngày 16/12/1981 ở Toronto ở tuổi 81.[cần dẫn nguồn]
- Bep Voskuijl, như các đồng nghiệp của cô, được yêu cầu ở trong văn phòng vào ngày mà gia đình Frank bị bắt, vì lo sợ bị phát hiện có những hành động có liên quan đến chợ đen nên Bep đã cố rời khỏi đó với đống tài liệu. Bep và Miep đã tìm thấy cuốn sổ của Anne cùng mớ giấy tờ sau khi tám người trong chái nhà, cùng với Kugler và Kleiman, đã bị bắt đi. Bep rời Opekta sau khi chiến trong kết thúc và cưới Cornelius van Wijk vào năm 1946. Mặc dù bà có tham gia phỏng vấn cho tờ báo Hà Lan[cái gì?][cần dẫn nguồn] nhưng vài năm sau đó thì bà hoàn toàn tránh xa công chúng. Tuy nhiên, Bep vẫn giữ sổ lưu niệm của các tờ báo có liên quan tới Anne. Bà cùng chồng mình có bốn đứa con, người con gái út có tên là "Anne Marie", nhằm để tưởng nhớ Anne. Bep qua đời ở Amsterdam vào ngày 6 tháng 5 năm 1983.[cần dẫn nguồn]
- Johannes Hendrik Voskuijl, cha của Bep, được ca ngợi vì đã có những công lao to lớn đối với tám người ở trong achterhuis khi họ vừa mới dọn vào. Ví dụ, ông đã thiết kế "giá sách có thể xoay được" để che giấu lối vào chái nhà. Tuy nhiên, Anne thường đề cập bệnh tình của ông trong cuốn nhật ký của cô, ông hoàn toàn mất khả năng sau khi được chẩn đoán bị ung thư dạ dày. Ông qua đời vào cuối Tháng 11 năm 1945, đám tang của ông vào ngày 1 tháng 12 có sự tham dự của Otto Frank.[cần dẫn nguồn]

## Bạn bè và gia đình mở rộng
- Hanneli Goslar, hay "Hannah" và những người bạn của cô hay gọi là "Lies", là bạn cao tuổi nhất của Anne, cùng với Sanne Ledermann. Trong khoảng thời gian Hannah ở Bergen-Belsen, cô đã gặp Auguste van Pels bằng cách hỏi lớn để xem ai có nghe được tiếng Hà Lan qua hàng rào bằng dây thép gai. Bà van Pels nhận ra được cô và trả lời. Bà van Pels nói rằng bà ở cùng khu trại với Anne. Hannah rất ngạc nhiên, vì cô, cũng như các người khác ở Amsterdam tin rằng nhà Frank đã trốn tới Thụy Sĩ. Hannah đã vài lần nói chuyện qua hàng rào và ném những vật dụng cần thiết cho Anne.[15]  Anne bảo với Hannah là, vào thời điểm đó, cô chắc rằng ba mẹ mình đã chết, vài năm sau thì Hannah nói rằng nếu Anne biết cha mình vẫn còn sống thì cô có thể có thêm sức mạnh để sống cho tới khi trại được giải phóng. Không lâu sau khi Hannah ném gói đồ qua hàng rào cho Anne, thì trại của Anne bị chuyển đi, và từ đó Hannah không còn nghe tin tức gì về cô nữa. Hannah và cô em gái nhỏ Gabi của mình là thành viên duy nhất trong gia đình còn sống, và Hannah gần như sắp qua đời vì sốt rét và bệnh lao khi quân đội Liên Xô giải phòng đoàn tàu đang chở cô và Gabi tới Theresienstadt. Sau khi phục hồi, Hannah di cư tới Israel, trở thành y tá, và có mười người cháu.[16]

## Sách
- Lee, Carol Ann (2000). The Biography of Anne Frank – Roses from the Earth. Viking. ISBN 0-7089-9174-2.
- Müller, Melissa; Kimber, Rita & Kimber, Robert (translators); With a note from Miep Gies (2000). Anne Frank – The Biography. Metropolitan books. ISBN 0-7475-4523-5.
- The Diary of Anne Frank: The Revised Critical Edition, Anne Frank, edited by David Barnouw and Gerrold Van der Stroom, translated by Arnold J. Pomerans, compiled by H. J. J. Hardy, second edition, Doubleday 2003.ISBN 0-385-50847-6.
- Eva Schloss, with Eveyln Julia Kent (1988). Eva's Story. Castle-Kent. ISBN 0-9523716-9-3
- Jacqueline van Maarsen (1996). My Friend Anne Frank. Vantage Press. ISBN 0-533-12013-6
- Dutch Jewry Search
- Sawyer, Kem Knapp. Anne Frank: A Biography of a Lifetime.
- Lindwer, Willy The Last Seven Months of Anne Frank (1991) Random House. ISBN 0-385-42360-8